# Illadopsis puveli
La tordina de Puvel (Illadopsis puveli) es una especie de ave paseriforme de la familia Pellorneidae propia de África occidental. 

## Distribución y hábitat
Se encuentra en los bosques húmedos tropicales y zonas de matorral de Benín, Camerún Costa de Marfil, Gambia, Ghana, Guinea, Guinea-Bissau, Liberia,  Malí, Nigeria, noroeste de la República democrática del Congo, Senegal, Sierra Leona, Sudán del Sur, Togo y Uganda.